# Banowina drińska
Banowina drińska (serb./chorw. Дринска бановина/Drinska banovina) – jednostka podziału terytorialnego Królestwa Jugosławii w latach 1929–1941. Obejmowała wschodnią część dzisiejszej Bośni i Hercegowiny oraz zachodnią część środkowej Serbii. Nazwa utworzona od rzeki Drina. Według danych spisu powszechnego z 1931 ludność liczyła 64,7% prawosławnych, 23,2% muzułmanów, 11,1% katolików. Po utworzeniu autonomicznej Banowiny Chorwacji w 1939 z banowiny Driny włączono do niej dystrykty Brčko, Fojnica i Travnik (2.950 km²). Po upadku Jugosławii w 1941 tereny banowiny Driny zostały podzielone między Niepodległe Państwo Chorwackie (część zachodnia) i okupowaną przez Niemców Serbię (część wschodnia).
Banami banowiny drińskiej byli:
1. Velimir Popović – 1929-34
2. Predrag Lukić – 1935-37
3. Dušan Davidović – 1937-38
4. Mihailo Krečković – 1938-39
5. Radoslav Dunjić – 1939(?)
6. Vladimir Jevtić – 1939
7. Ilija Popović – 1939-40
8. Stanoje Mihaldžić – 1940-41